# Félix Torres Amat

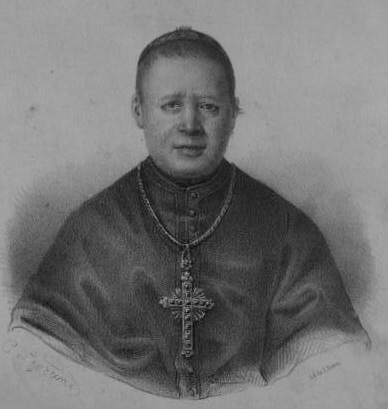
Félix Torres Amat.

Félix Torres i Amat de Palou, född den 6 augusti 1772 i Sallent (Barcelona), död den 29 december 1847 i Madrid, var katolsk biskop i Astorga i Spanien.
Torres Amat verkställde en bibelöversättning till spanska (1:a upplagan 1823–26, 2:a 1832), som anses vara av bestående värde. Hans Apuntes para una disertación sobre la lengua y poesia catalana och Noticia sobre los trovadores catalanes y sobre un antiguo cancionero de la Academia del Gay saber de Barcelona är oumbärliga källor för studiet av  katalansk litteraturhistoria; av stort värde är likaledes Torres Amats Memorias para ayudar à formar un diccionario crítico de los escritores catalanes et cetera (1836). Torres Amat var ledamot av Spanska akademien och Historieakademien, och hans namn är upptaget i Spanska akademiens Catálogo de autoridades de la lengua.